# Carlina acaulis
La carlina, carlina angélica o eguzkilore (Carlina acaulis) es una especie de planta del género Carlina en la familia Asteraceae.

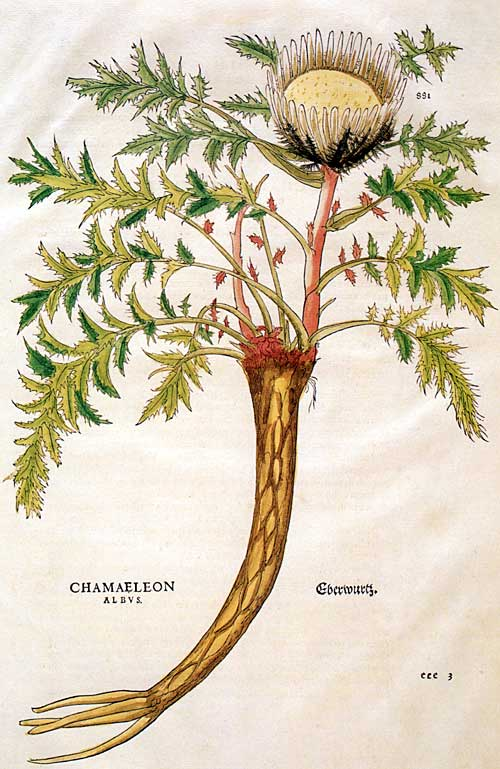
Ilustración

## Descripción
Es una planta bienal, espinosa, semejante al cardo, con el tallo rígido que alcanza los 3 dm de altura. Hojas recortadas y espinosas, lobuladas con involucro hemisférico y brácteas punzantes, las basales en una ancha roseta, prácticamente lampiñas. El capítulo llega hasta 8-13 cm de diámetro, sus brácteas más internas, patentes y mucho más largas que los flósculos se asemejan a lígulas blancas plateadas; los flósculos del disco varían de blanquecinos a rojizos.

## Distribución y hábitat
Es natural de Europa central, hasta altas latitudes (Islandia, Suecia, Noruega); en España, solo en el norte de Aragón y Cataluña, Cantabria, el norte de la provincia de Burgos, País Vasco, La Rioja y Navarra. Crece en montañas, pastizales y prados, y florece de junio hasta septiembre.

## Propiedades
- Tiene un aceite esencial, destilado de su raíz, con un olor agradable que contiene flavonoides y sustancias antibióticas (sobre todo bacterias Gramm +).
- Su aceite esencial se utiliza en el tratamiento de eccemas y acné.
- No se recomienda por vía interna por ser tóxico a altas dosis.

Principios activos: contiene abundante inulina (20%), taninos, aceite esencial (1-2%): óxido de carlina (furil-bencilacetileno), carileno. Flavonoides,

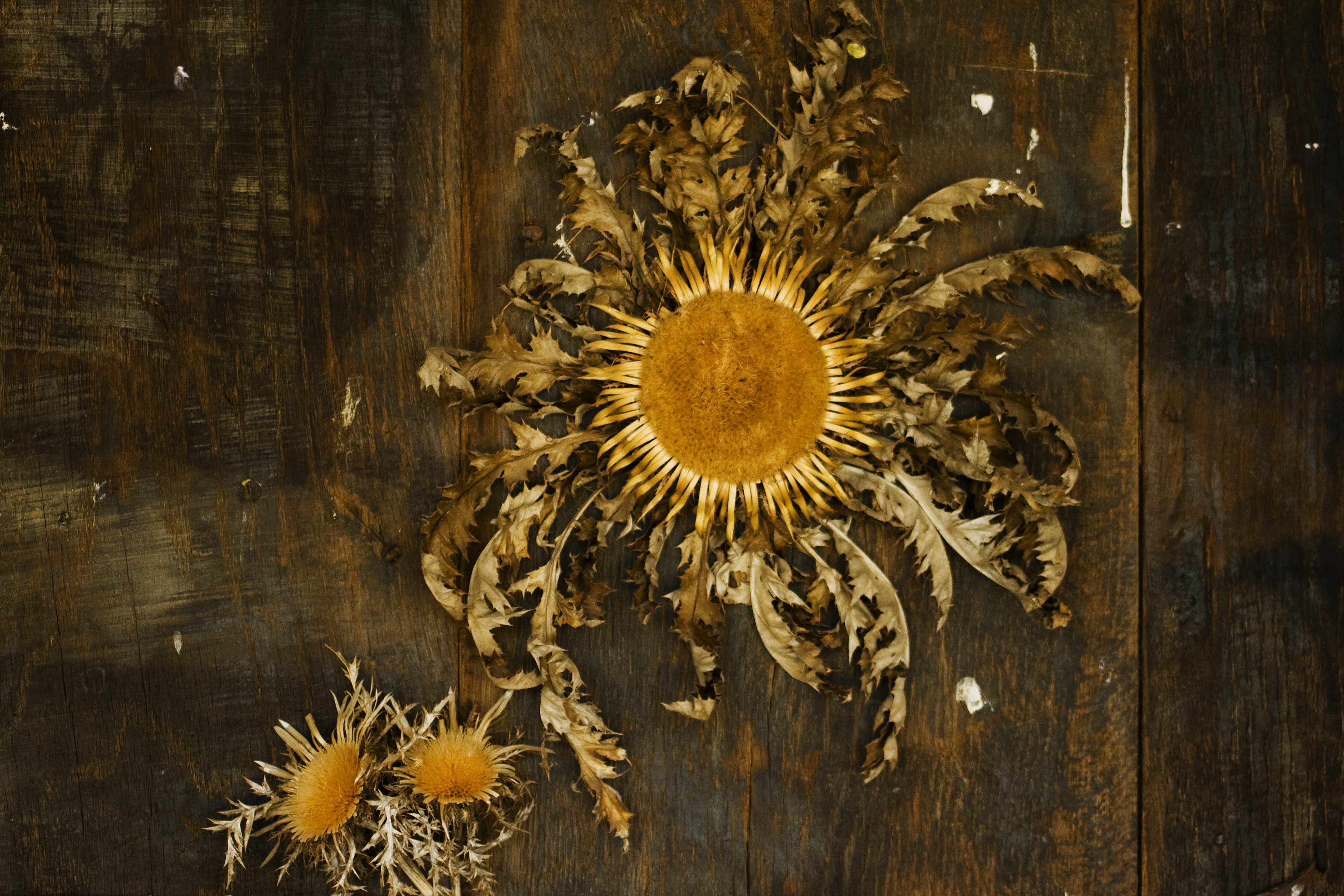
Eguzki lore en la puerta de un caserío en el País Vasco.

Indicaciones: Planta en desuso. El óxido de carlina es responsable de su acción como antibiótico. A los flavonoides se les atribuye su acción de diurético, diaforético y colagogo. A los principios amargos, su efecto aperitivo y digestivo. Estomacal, laxante. El centro carnoso es comestible, pero a dosis altas actúa como emético enérgico. Vermífugo, emenagogo, febrífugo, detersivo. Indicado para dermatitis, erupciones herpéticas, piodermias, colecistitis, disquinesias biliares, gripe. Estados en los que se requiera un aumento de la diuresis: afecciones genitourinarias (cistitis, ureteritis, uretritis, oliguria, urolitiasis), hiperazotemia, hiperuricemia, gota, hipertensión arterial, edemas, sobrepeso acompañado de retención de líquidos. Se ha usado para preparar un agua destilada a la que se le atribuye un efecto afrodisíaco.
Se usa la raíz. Se recolecta en otoño. Decocción: 20 g/l, 1 taza tres veces al día.
Otros usos: Ornamental (seca). En Aragón se emplea como elemento protector contra las Bruixas y Bruixons (Brujas y Brujos) y contra el Foscor (la oscuridad, la maldad y los malos espíritus). Se colocan en puertas, ventanas y chimeneas para evitar la entrada de las brujas que debido a su gran curiosidad cuentan los flósculos que componen la inflorescencia haciéndoseles de día, momento en el cual deben volver a sus refugios sin haber cometido ninguna maldad.  En otras regiones (País Vasco y Navarra), es una de las tres soluciones (en concreto la tercera) del mito de la creación del mundo de la mitología vasca, que Amalur proporcionó para proteger a los mortales de los genios nocturnos. Se colocaban en las puertas de los caseríos o encima de ellas para proteger la casa: si algún espíritu maligno pretendía entrar en la casa y encontraba una Eguzki lore (significa "flor del sol"), igual que ocurría con las brujas en Aragón, tenía que pararse para contar los numerosísimos pelos o brácteas de la inflorescencia y el día le sorprendía sin haber terminado su tarea. En las masías de los Pirineos catalanes también es tradición colgar una carlina.

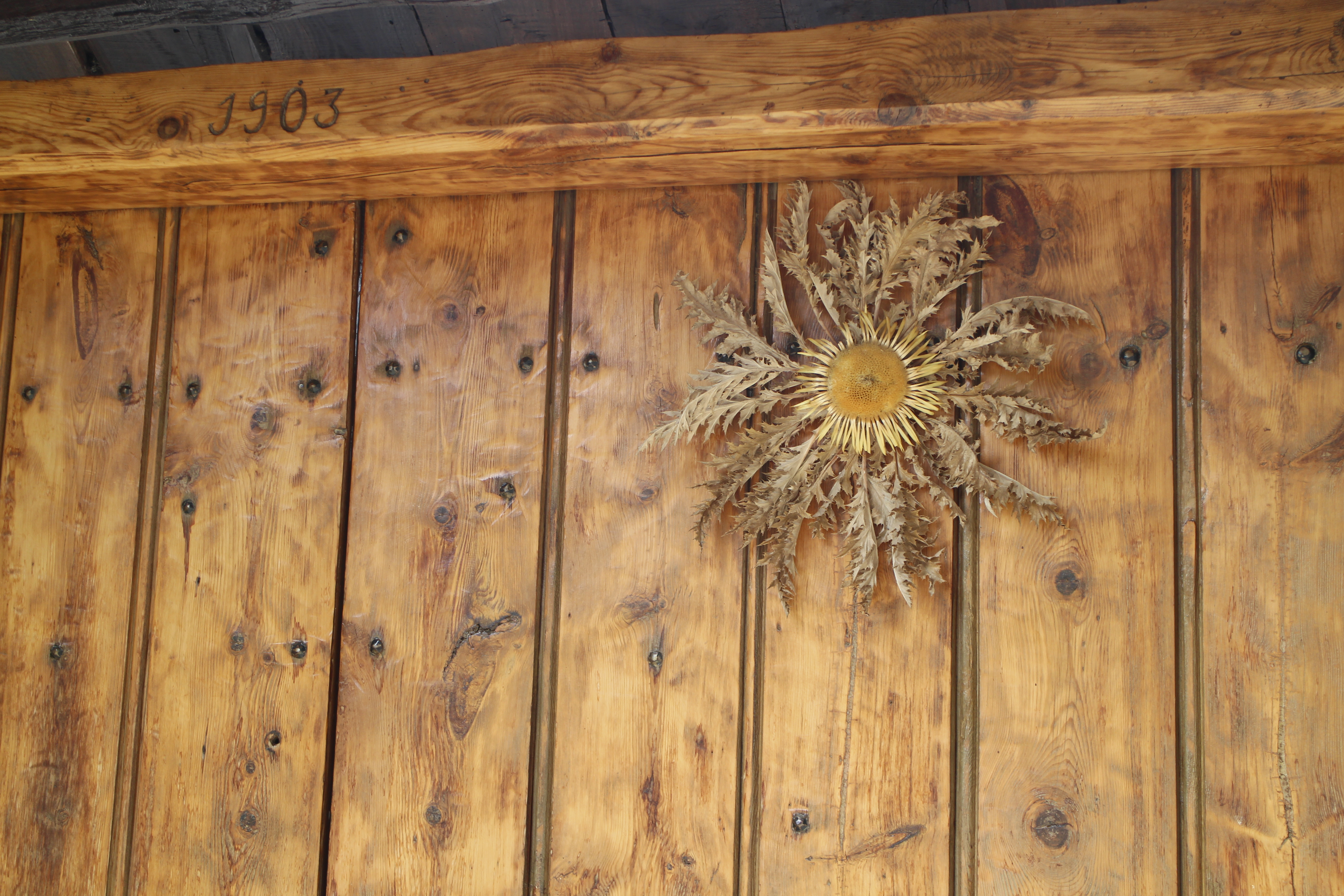
Carlina colgada en una casa de 1903 del Pirineo catalán

## Taxonomía

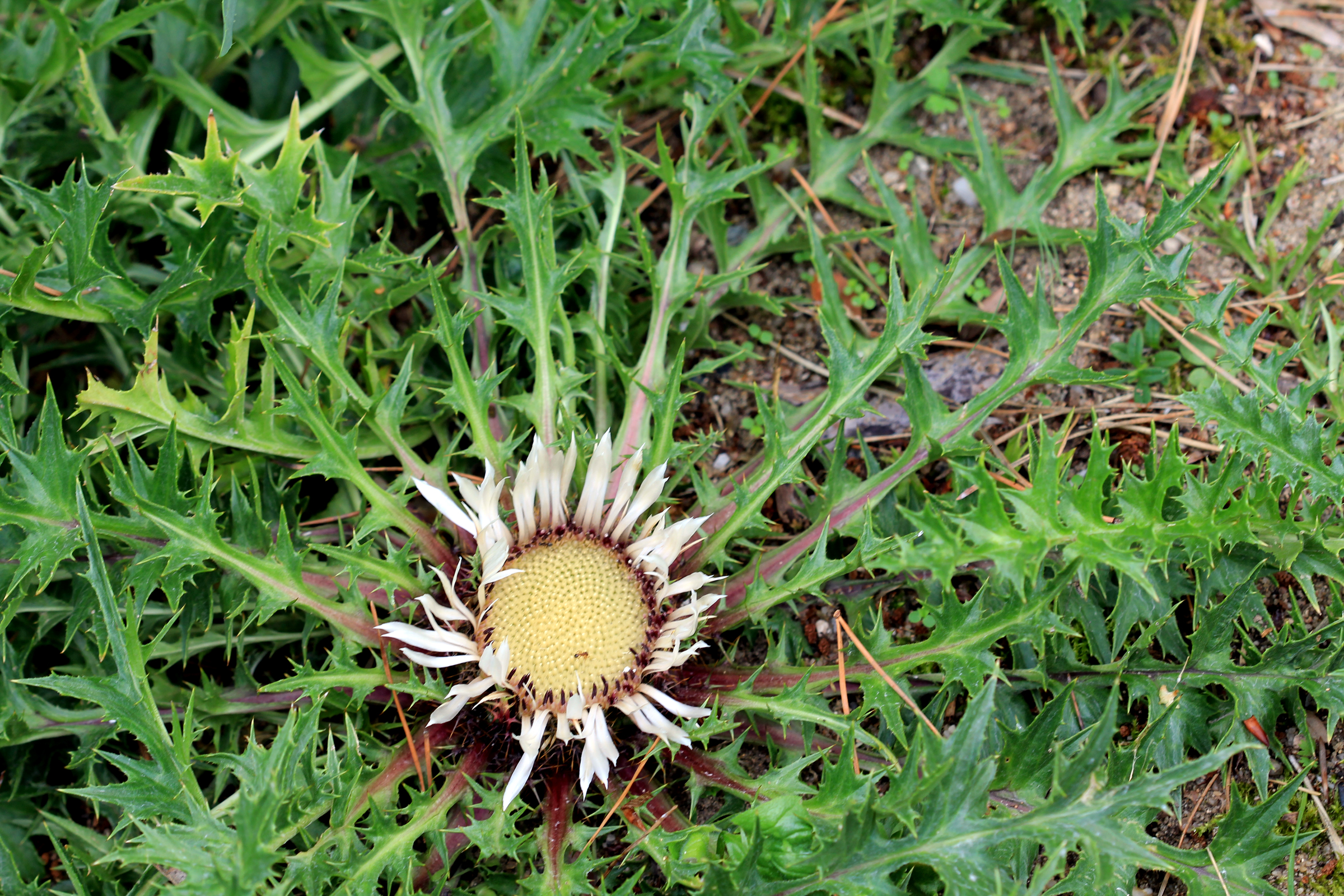
Carlina acaulis

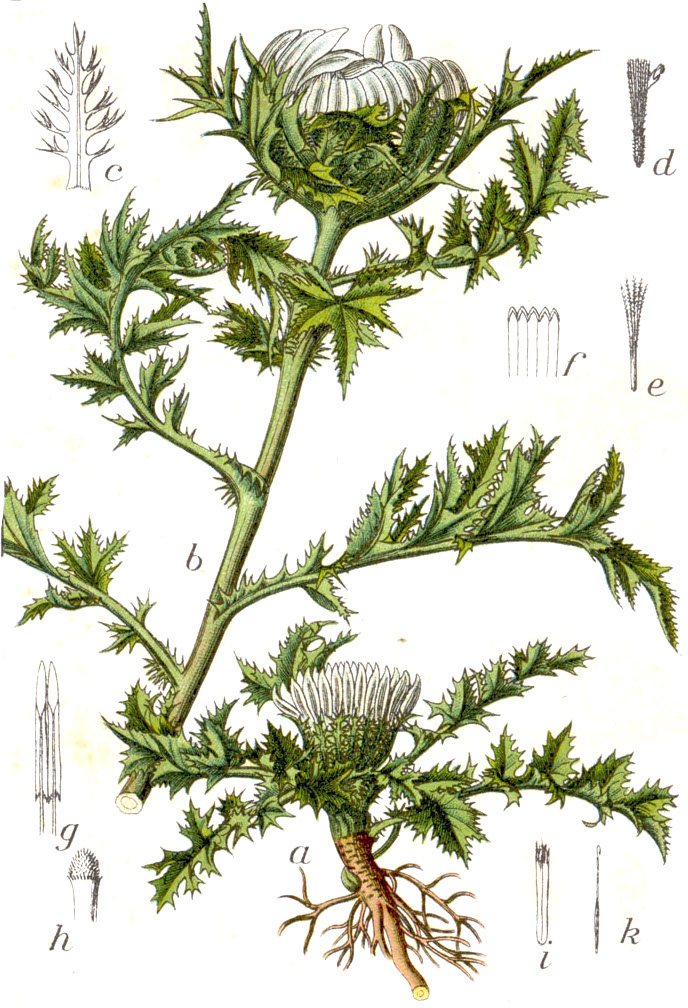
Ilustración

Carlina acaulis fue descrita por Carolus Linnaeus y publicado en Species Plantarum, vol. 2, p. 828, 1753 .
Etimología
Carlina: nombre genérico que cuenta la leyenda que le enseñaron los ángeles a Carlomagno  como debía emplearla (refiriéndose a Carlina acaulis) contra la peste, y que así libró a sus huestes de ella; y la planta se nombró así en su honor. Más tarde, la leyenda cambió a Carlomagno por Carlos I de España. Está última «interpretación» sería la que sirvió de base a Linneo para nombrar al género.
Acaulis: epíteto latino que significa "sin tallo".
Subespecies
Tiene dos subespecies aceptadas:
- Carlina acaulis alpina Jacq.
- Carlina acaulis caulescens (Lam.) Schübl. & G.Martens

Sinonimia
- Carlina acaulis acaulis
- Carlina acaulis aggregata (Waldst. & Kit.) Hegi
- Carlina acaulis simplex (Waldst. & Kit.) Nyman
- Carlina acaulis var. eckartsbergensis Ilse
- Carlina aggregata Waldst. & Kit.
- Carlina alpina Jacq.
- Carlina caulescens Lam.
- Carlina cirsioides Klokov
- Carlina simplex Waldst. & Kit.[8]
- Carlina officinalis Bubani
- Carlina subacaulis DC.
- Chromatolepis acaulis Dulac[9]

## Nombres comunes
- Castellano: ajonjera, angélica-carlina, camaleón (2), canduncho, carasol, cardabela, cardina, cardineta, cardito, cardo ajonjero (2), cardo ajonjero blanco, cardo de San Pelegrín, cardo dorado, cardo rizado, cardonerita, cardonerito, cardullo, carlina (5), carlina angélica (4), carnunquera, peine. Las cifras entre paréntesis indican la frecuencia de uso del vocablo en España.[8]